# Coombsův test

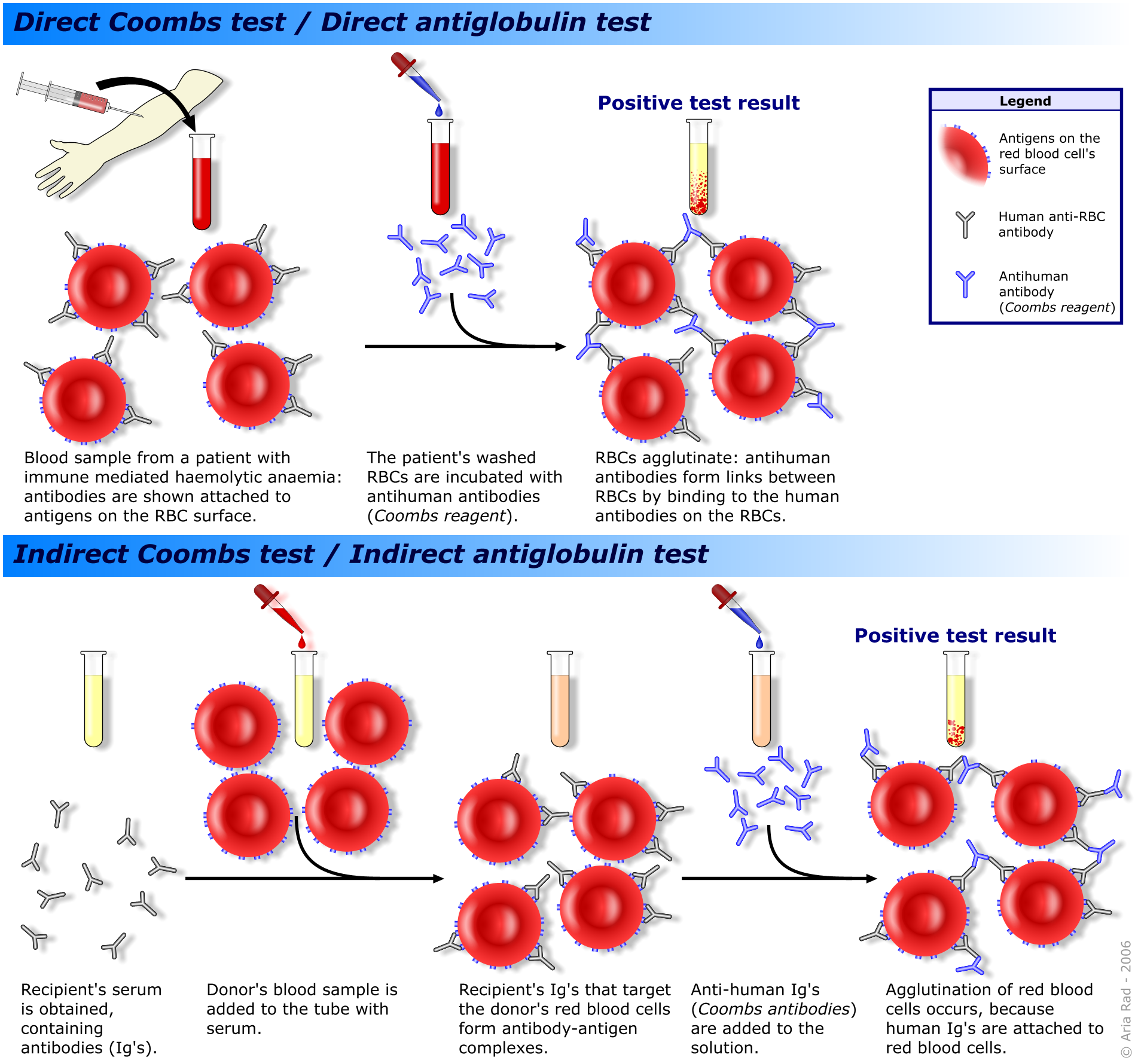
Nepřímý a přímý Coombsův test

Coombsův test, též známý jako antiglobulinový test (AGT), je termín pro dva klinické krevní testy užívané v imunohematologii a imunologii. Tyto testy jsou: přímý Coombsův test (též přímý antiglobulinový test) a nepřímý Coombsův test (nepřímý antiglobulinový test).
Za určitých podmínek či u některých onemocnění může krev jedince obsahovat IgG protilátky, které se mohou specificky vázat na antigeny přítomné na povrchové membráně červených krvinek (erytrocytů) a cirkulující červené krvinky mohou být následně proto těmito protilátkami pokryty. IgG protilátky mohou být tělu vlastní, pak hovoříme o autoprotilátkách. či se jedná o protilátky cizorodé, které pak nazýváme alloprotilátkami. Proteiny komplementu se mohou postupně vázat na připojené protilátky.

## Použití

### Přímý Coombsův test
Přímý Coombsův test se užívá k detekci protilátek či proteinů komplementu, které jsou navázány na povrch červených krvinek. Odebraný vzorek krve je zpracován tak, že přítomné červené krvinky jsou promyty (čímž se odstraní pacientova plazma) a následně se inkubují s protilátkami proti lidským imunoglobulinům (Coombsovo reagens). Pokud dojde k viditelné aglutinaci červených krvinek, přímý Coombsův test je považován za pozitivní, což je důkazem, že protilátky či proteiny komplementu jsou navázány na povrch erytrocytů.

### Nepřímý Coombsův test
Nepřímý Coombsův test je užíván k prenatálnímu testování těhotných žen a k testování krve před krevní transfúzí. Slouží k detekci protilátek proti červeným krvinkám, které jsou přítomny volně nenavázané v séru pacienta. V tomto případě je sérum extrahováno z krve a následně inkubováno s erytrocyty se známou antigenicitou. Pokud dojde k aglutinaci, je nepřímý Coombsův test pozitivní.

### Vyšetření inkompletních protilátek
Další příklad použití Coombsova reagens. Frekventně používáno na novorozeneckých odděleních (zejména u dětí matek s krevní skupinou 0). Stanovujeme protilátky, které obsazují vazebná místa na červených krvinkách. To však nezpůsobuje jejich aglutinaci. Nicméně prokazatelně in vivo je zkracována životnost červených krvinek. Nadměrná hemolýza pak vede k patologické novorozenecké žloutence. Sérum dítěte (kde zvažujeme přítomnost inkompletních protilátek) v první fázi vystavíme aglutinační částici. Ta se však neshlukuje. Následným přidáním Coombsova reagens v druhé fázi, pak dojde k aglutinaci. Tím prokážeme, že došlo během těhotenství k tzv. AB-0 aloizoimunizaci. A že je novorozeně indikováno k léčbě žloutenky např. fototerapií.